# Semiótica social
La semiótica social surge a raíz de las críticas de diversos autores a la semiótica trabajada en general desde todas las disciplinas a lo largo del siglo XX: una semiótica excesivamente centrada en el estudio del signo que ignora la vida de dichos signos en las prácticas sociales. Ha prevalecido una especie de «ceguera disciplinaria» (Lasswell, 1955) en la que todos los socio-científicos en materia de comunicación se interesan por el «quién», «dice qué», «en qué canal», «a quién» y «con qué efectos» pero no se preguntan lo más importante, que es el «cómo». Cómo la comunicación y sus efectos se transmiten en el discurso. Durante los ochenta y noventa se empieza a forjar esta nueva idea sobre la recepción, los usos sociales y su impacto en los medios de comunicación.
Sobre este tema se ocupa el profesor danés Klaus Bruhn Jensen (catedrático agregado del Departamento de Cinetografía y Estudios de los Medios de Comunicación de la Universidad de Copenhague) en su última obra: La Semiótica Social de la Comunicación de Masas (1997), uno de los pilares fundamentales de esta disciplina en desarrollo.
Según Jensen, el pragmatismo representa una tercera alternativa porque media entre las ciencias sociales y las humanas en lo concerniente a estudios sobre los medios de comunicación. No se trataría de discutir  bajo qué postura investigar, si son los medios los que ejercen control sobre las masas, o son las audiencias las que regulan el mensaje, sino de qué forma los medios y las audiencias se relacionan como agentes de la vida de los signos en la sociedad, con repercusiones para la calidad de vida cotidiana y para la estructura de la sociedad.
Jensen da soporte al concepto peirciano de «semiosis triádica», pues considera que todos los fenómenos se conceptualizan y están sujetos a la semiosis, los signos median el pensamiento, la percepción y la realidad. Según él, «los signos son representaciones imperfectas de la realidad», «no son eso que conocemos, sino cómo llegamos a conocer lo que podemos justificar que conocemos» (una definición de signo de base pragmática).

## Fases de la Semiótica Social y Categoría de los Intérpretes
- Fase de pre-exposición: intérprete inmediato. Esta etapa comienza cuando se empiezan a recibir las primeras informaciones en los medios acerca de algo pero aún no sabemos exactamente el qué, el intérprete recibe significados potenciales, interpretaciones preliminares.

- Fase de exposición: intérprete dinámico. Es la fase en la que se expone explícitamente el mensaje (producto, película, información..., el intérprete es dinámico porque en ese momento está realizando una decodificación del discurso mediático, es cuando se produce realmente el efecto directo del signo sobre el intérprete.

- Fase de post-exposición: intérprete final. Esta fase se refiere al efecto que ha producido el signo en el intérprete y que le permitirá desarrollar sus efectos de forma completa. No se puede establecer un final para esta etapa pues los signos siempre se reciclan y modifican.

Estas 3 fases estarían dentro de lo que Jensen denomina «tiempo dentro de la cultura», que sería el aspecto continuo y constitutivo de las prácticas sociales, una semiosis social situada dentro de un tiempo y una cultura, cuando los significados han empezado a circular. Por otra parte estaría el «tiempo fuera de la cultura» que sería la práctica social separada y externa al proceso de semiosis, es decir, cuando los signos y significados aún no se han expuesto o introducido a la sociedad (por ejemplo la preparación del mensaje mediático).

## Comunidad Interpretativa
Peirce propone que para legitimar la verdad o la realidad de algo, es imprescindible que un cierto número de personas (intérpretes) con unas mismas características, se pongan de acuerdo en que ese algo sea real. Este grupo social concreto es bautizado por Jansen como «Comunidad Interpretativa».
Peirce consideraba que las «Comunidades Interpretativas» eran las encargadas de «legitimar la verdad» y que para su entender era la comunidad científica la que debería validar su conocimiento.